# Call of Duty: Ghosts
Call of Duty: Ghosts é um jogo eletrônico de tiro em primeira pessoa produzido pela Infinity Ward e publicado pela Activision. É o décimo jogo eletrônico da franquia Call of Duty. Ghosts foi lançado para as seguintes plataformas: PlayStation 3, Xbox 360, Wii U e Microsoft Windows, em 5 de Novembro de 2013. As versões para PlayStation 4 e Xbox One também já foram lançadas.
Call of Duty: Ghosts decorre numa cronologia alternativa e segue os eventos de uma destruição nuclear do Oriente Médio. As nações produtoras de petróleo da América do Sul criam a Federação, como resposta à crise econômica global acabando por se tornar uma superpotencia, invadindo a América Central e o Caribe. Os  protagonistas do jogo são os Ghosts(fantasmas, em português), uma força de operações especiais norte americanas, treinados para realizar missões clandestinas, fora da linha do inimigo. O principal antagonista é Gabriel Rorke, ex-Ghost, que se tornou traidor depois de ter sido capturado e que agora trabalha para a Federação.
Call of Duty: Ghosts recebeu no geral críticas positivas aquando do seu lançamento. O jogo foi descrito nas análises como um jogo competente, mas demasiadamente familiar com outros jogos da série e ligeiramente repetitivo em algumas fórmulas já conhecidas. Os sites de críticas agregadas Game Rankings e Metacritic deram à versão PlayStation 3 80.73% e 71/100, à versão PlayStation 4 79.14% e 78/100, à versão Xbox 360 77.35% e 74/100, e à versão Xbox One 77.25% e 78/100, respectivamente. Na altura do seu lançamento, Call of Duty: Ghosts tornou-se no jogo mais vendido para PlayStation 3 e 4, Xbox 360 e One e PC.

## Jogabilidade

### Campanha
Em Call of Duty: Ghosts, a história é contada através dos olhos do personagem do jogador, Logan Walker. Os jogadores controlam Logan durante a maior parte do jogo, mas também controlam outros personagens, incluindo um astronauta especialista de nome Baker, o pai de Logan, Elias Walker e o cachorro Riley, um pastor-alemão.

### Multijogador
Como confirmado num vídeo de bastidores de Call of Duty, o multijogador pode bater uma online de Call of Duty: Ghosts é um pouco diferente dos encontrados em jogos antecedentes. Ghosts inclui personalização de personagens e novos movimentos para o jogador como escorregar, espreitar em esquinas e melhor interação com o ambiente. Os mapas agora são dinâmicos, que podem ser alterados ou destruídos. Em alguns existem uma espécie de recompensa do tipo nuclear, o ODIN Strike, que pode ser ganho se o jogador matar o adversário com maior pontuação e depois de completar vários desafios. O produtor Mark Rubin disse que em Ghosts não haverá um "botão de inclinação", como em jogos anteriores, em vez disso, ao aproximar-se de um muro, olhando sobre o seu topo e apontar, fará com que o jogador se incline para ver. O telescópio da espingarda de precisão (sniper rifle) inclui agora tecnologia de "dupla renderização", permitindo que o jogador consiga ver por fora do telescópio (apesar de distorcido) quando aproxima. Pela primeira vez na série o jogador pode escolher soldados femininos.
Novos modos entre outros que voltam a ser usados foi revelado pela Activision. Call of Duty: Ghosts inclui os clássicos ″Domination″, ″Free-for-All″, ″Kill Confirmed″, ″Infected″, ″Team Deathmatch″ e ″Search & Destroy″ (privado), enquanto acrescenta os novos ″Blitz″, ″Cranked″, ″Grind″, ″Hunted″ e ″Search & Rescue″. O jogo base tem quatorze mapas: "Chasm", ″Flooded″, ″Freight″, ″Octane″, ″Overlord″, ″Prison Break″, ″Siege″, ″Sovereign″, ″Stonehaven″, ″Stormfront″, ″Strikezone″, ″Tremor″, ″Warhawk″ e ″Whiteout″. O mapa dinâmico ″Free Fall″ está incluído para os jogadores que fizeram a pré-reserva de Ghosts.
Na altura do lançamento de Ghosts ficou disponível a aplicação Call of Duty App para iOS, Android e Windows Phone. Para além de várias características, a aplicação inclui também Clan Wars um modo de jogo que liga directamente ao multijogador de Call of Duty: Ghosts, onde os clãs competem entre si para obter XP adicional e outros conteúdos para usar em-jogo.

### Squads
Em Ghosts foi introduzido "Squads", um novo modo cooperativo/competitivo, similar a "Survival" de Modern Warfare 3. Neste modo de jogo, os jogadores podem criar um esquadrão (squad) de soldados no multijogador e jogar sozinhos, cooperativo com um máximo de seis parceiros, ou em online competitivo. Todo o progresso feito em "Squads" conta para os pontos de experiência no multijogador, podendo os jogadores subir o escalão do seu personagem, desbloquear novas armas, equipamento, etc. Quando offline, os jogadores podem usar equipamentos já definidos e usá-los em parceiros controlados pela IA. "Squads" tem quatro modos de jogo: ″Safeguard″, ″Squad Assault″, ″Squad vs Squad″ e ″Wargame″.

### Modo Extinction

Novo na série, em "Extinction" quatro jogadores lutam contra uma invasão alienígena.

O modo ″Extinction″ foi revelado em 28 de Outubro de 2013 pela Activision. Similar ao Modo Zombie da Treyarch, em "Extinction", quatro jogadores lutam contra alienígenas num mundo pós-apocalíptico. Os jogadores têm objectivos, incluindo por exemplo destruir o ninho alienígena com uma broca e ao mesmo tempo tentar defende-lo de ataques. Os jogadores também ganham dinheiro por matarem/dispararem contra os inimigos ou por completar objectivos. O dinheiro é usado para comprar munições, armas, e equipamento como I.M.S. e Metralhadoras Imóveis. O jogador também pode usar armadilhas contra os inimigos como vedações eléctricas ou fossos cheios de fogo. Ao contrário de "Squads", o progresso feito em "Extinction" dá pontos de experiência independentes do multijogador. Os soldados em ″Extinction" estão divididos em quatro classes distintas: Especialista de Armas, Tanque, Engenheiro e Medico. ″Extinction″ é desbloqueado quando se acaba o modo história.

## Enredo

### Personagens
Os principais protagonistas do jogo são os "Ghosts", uma força de operações especiais norte americanas, treinados para realizar missões clandestinas, fora da linha do inimigo. A unidade é liderada por Elias Walker (Stephen Lang), ex-Capitão do Exército Americano. Com ele estão os seus filhos Logan e Hesh, juntamente com Booth e Neptune, um pastor-alemão de nome Riley, e o Comandante Thomas A. Merrick dos Navy SEALs.
Os principais antagonistas do jogo são Almagro e Rorke, líderes da Federação, uma aliança Sul Americana.

### História
Em 2013, San Diego, na Califórnia é bombardeada "cinéticamente" por uma super arma norte americana de nome Orbital Defense Initiative (ODIN), depois de um grupo de nome "Federation" a controlar, resultando naquilo por que ficou conhecido como "O Evento". Como resultado, a balança do poder mundial muda: muitos países são dizimados, ocorrem alterações geográficas, e os Estados Unidos deixam de ser uma super potência. As infraestruturas e a indústria norte americana são destruídas, existem enormes baixas humanas, e o país torna-se vulnerável a ameaças externas.
Dez anos depois, em 2023, a "Federation" emerge como a superpotência dominante e invade os Estados Unidos. Com as forças da Federação a ocupar largas zonas do território norte americano e o governo em risco de cair, alguns dos que restaram do exército americano mobilizam os Ghosts, para pararem os invasores e recuperar o que falta dos EUA. Parte da contra ofensiva, envolve penetrar na Loki, a estação espacial da Federação, e usá-la contra as forças desta em terra.

## Desenvolvimento
Em 7 de Fevereiro de 2013, Activision confirmou que um jogo da série Call of Duty estava em desenvolvimento e seria lançado na Q4 2013. Quando questionado sobre o jogo anteriormente especulado Modern Warfare 4 (sequência de Modern Warfare 3), o produtor executivo da Infinity Ward Mark Rubin disse:
| “ | "Todos estavam esperando nós criarmos Modern Warfare 4, o que seria a coisa segura a fazer. Mas não vamos descansar. Vimos a mudança dos consoles como a oportunidade perfeita para iniciar um novo capítulo para o Call of Duty. Então, nós estamos construindo uma nova sub-marca, um novo motor, e um monte de novas ideias e experiências para os nossos jogadores. Nós não podemos esperar para partilhá-los com a nossa comunidade". | ” |

Com o fim da história Modern Warfare em Call of Duty: Modern Warfare 3, a série começa uma nova sub-série com Ghosts para coincidir com o lançamento da oitava geração de consoles no mercado. O jogo vai estrear um novo motor construído pelo produtor. Raven Software e Neversoft dão assistência à Infinity Ward na produção. A Activision espera que Ghosts tenha um desempenho pior que o título anterior Call of Duty: Black Ops II devido à transição para os consoles da nova geração. Call of Duty: Ghosts terá servidores dedicados para todas as plataformas.
A versão para Wii U foi produzida pela Treyarch em conjunto com a Infinity Ward.
Mark Rubin confirmou que Call of Duty: Ghosts corre nativamente em 1080p na PlayStation 4, e foi aumentada de 1080p para 720p na Xbox One. "Optimizamos cada console para correr a 60FPS e o jogo está esplêndido em ambas." disse Rubin.
Para promover o lançamento de Call of Duty: Ghosts a Activision lançou a 3 de Novembro de 2013 o vídeo 'Epic Night Out', que conta com a participação da atriz Megan Fox.

### Anúncio
Em 29 de Abril de 2013, o site oficial de Call of Duty foi atualizado com um mosaico social que é completado toda vez que um usuário faz login no site via Twitter ou Facebook. No dia seguinte, o mosaico estava completo e a figura mostrava uma caveira. Vários detalhes sobre Ghosts saíram para net, especialmente quando a Tesco colocou o jogo acidentalmente em lista para PlayStation 3. Outros retalhistas, incluindo a Target, listou o jogo para PS3, Xbox 360 e Wii U.
O vídeo de lançamento para o jogo chamado "Masked Warriors", mostrava várias pessoas a usar trajes históricos de batalhas, com o narrador a falar especialmente sobre as máscaras usadas, juntamente com eles, mostra um grupo de soldados e um deles a colocar a máscara da caveira mostrada na capa do jogo. O vídeo foi lançado em 1 de maio de 2013 na página oficial do Call of Duty no YouTube. Ghosts apareceu no evento "Xbox Reveal" a 21 de Maio de 2013. A 14 de Agosto de 2013 foi mostrado um vídeo que revelava a secção multijogador do jogo, estreando a canção "Survival" de Eminem pela primeira vez.

## Lançamento

### Edições especiais
A Activision anunciou duas versões de Coleccionador para Call of Duty: Ghosts: "Call of Duty: Ghosts Hardened Edition" e a "Call of Duty: Ghosts Prestige Edition", ambas para Xbox 360, Xbox One, PlayStation 3 e PlayStation 4. A "Hardened Edition" inclui uma cópia do jogo, a Season Pass (acesso a quatro conteúdos para multijogador), uma caixa em aço para o jogo, uma pulseira Paracord, a banda sonora oficial, o mapa dinâmico "Free Fall" e outros bónus para usar no multijogador. A "Prestige Edition" inclui todo o conteúdo da "Hardened Edition" mais uma câmara táctica, à prova de água, com uma resolução HD 1080p, modelada a partir de equipamento usado em-jogo. A câmara tem um cartão de memória de 4GB, baterias e software de edição.

### Conteúdo adicional
As pré-reservas de Call of Duty: Ghosts incluem o mapa dinâmico "Free Fall" juntamente com Simon ("Ghost") Riley de Call of Duty: Modern Warfare 2 como personagem jogável para o multijogador. No entanto, o mapa "Free Fall" não está incluído nas pré-reservas da versão Wii U. Disponíveis desde 20 de Fevereiro de 2014 são os pacotes de personalização, Personalisation Packs. Com os nomes Circuit, Ducky, Inferno e Space Cats, os pacotes incluem, entre outras coisas, uma camuflagem para as armas e uma reticula para a mira. Também disponível está o Captain Price Legend Pack, inspirado no popular personagem da série, Capitão Price.
Durante o ano de 2014 serão editados quatro pacotes com conteúdo adicional para Ghosts: Onslaught, Devastation, Invasion e Nemesis. O primeiro que ficou disponível foi Onslaught, a 28 de Janeiro de 2014, inicialmente para Xbox 360 e Xbox One. Contém quatro mapas para o multijogador (Fog, Ignition, BayView e Containment) e o Episódio 1 da História Extinction, Nightfall. Inclui ainda duas armas bónus (Maverick AR e a Maverick A2 Sniper Rifle) e a possibilidade de jogar no mapa Fog com o personagem Michael Myers, da série de filmes Halloween.

## Recepção

### Críticas profissionais
Call of Duty: Ghosts recebeu no geral críticas positivas aquando do seu lançamento. Ghosts foi descrito nas análises como um jogo competente, mas demasiado familiar e em alguns pontos repetindo muitas das fórmulas já conhecidas. Os sites de críticas agregadas GameRankings e Metacritic deram à versão PlayStation 3 80.73% e 71/100, à versão PlayStation 4 79.14% e 78/100, à versão Xbox 360 77.35% e 74/100, e à versão Xbox One 77.25% e 78/100, respectivamente.
Call of Duty: Ghosts ganhou um consenso por ter falhado ao tentar reinventar a fórmula mas que tal não é necessariamente um ponto negativo. Nick Cowen da revista Computer and Video Games disse que ao jogar Ghosts "há uma enorme sensação de familiaridade talvez por haver um jogo todos os anos sem reinventar a fórmula. A sua fórmula é a receita para um sucesso que bate recordes. É divertido, com certeza, mas não é inovador. Mas então, para os fins do público, precisa de ser?" Russ Frushtick da Polygon também é da mesma opinião ao dizer que o jogo "demonstra uma falta de vontade de mudar muito e apresenta uma real falta de novas ideias. Ghosts é um passo atrás em comparação com Black Ops II e o jogo mais fraco da série desde Modern Warfare 2 de 2009." Dan Ryckert da Game Informer afirma que Ghosts tinha potencial para muito mais do aquilo que dá e que é despontante perceber que se parece muito mais com os seus antecedentes do que normalmente acontece com a série. Apesar disso Ryckert diz que "mesmo sem senso de identidade significativa, Ghosts ainda é divertido, graças à espinha dorsal polida e de confiança que Call of Duty estabeleceu há anos."
A maioria dos críticos concordou que o multijogador é um dos aspectos mais fortes do jogo. A IGN elogiou o jogo por ter introduzido "mudanças e nova vida à experiência de multijogador" e chamou à campanha "duradoura, desafiadora e variada". A GameSpot chamou à campanha "impressionante" e "uma colecção terrifica de tiroteios e cenas de acção". Ambos elogiaram a personalização de personagens e os vários modos incluídos no multijogador, particularmente ″Extinction″ ao qual chamaram "extremamente divertido" com "dinâmica de estratégia interessante".
A qualidade visual de Ghosts teve recepção variada. Xav de Matos da Joystiq diz que o motor já parece ultrapassado quando comparado com a competição. Tanto Matos como Jeff Gerstmann da Giant Bomb, notaram que na versão para PlayStation 4 existem quebras de frame.

### Vendas
Apesar de terem sido vendidas para o retalho o equivalente a U$100 nas 24 horas seguintes ao seu lançamento, as vendas ao público de Ghosts foram inferiores a Call of Duty: Black Ops II de 2012. A Activision culpou a queda nas vendas devido à incerteza causada pela futura transição para a oitava geração de consoles. Em 27 de Novembro de 2013 a Activision anunciou que Ghosts lidera o top dos jogos mais vendidos na América do Norte para PlayStation 4, Xbox 360 e Xbox One. Também era naquela data o jogo mais jogado no Xbox Live. De acordo com um relatório da agência Cowen and Company, Call of Duty: Ghosts vendeu menos 19% que Black Ops II e menos 32% que Modern Warfare 3, em relação ao mesmo período de mercado de cada jogo. No entanto, na altura do seu lançamento, Ghosts tornou-se no jogo mais vendido para PlayStation 4 e Xbox One. Até fevereiro de 2014, o jogo já havia vendido 19 milhões de cópias.